# Spolium

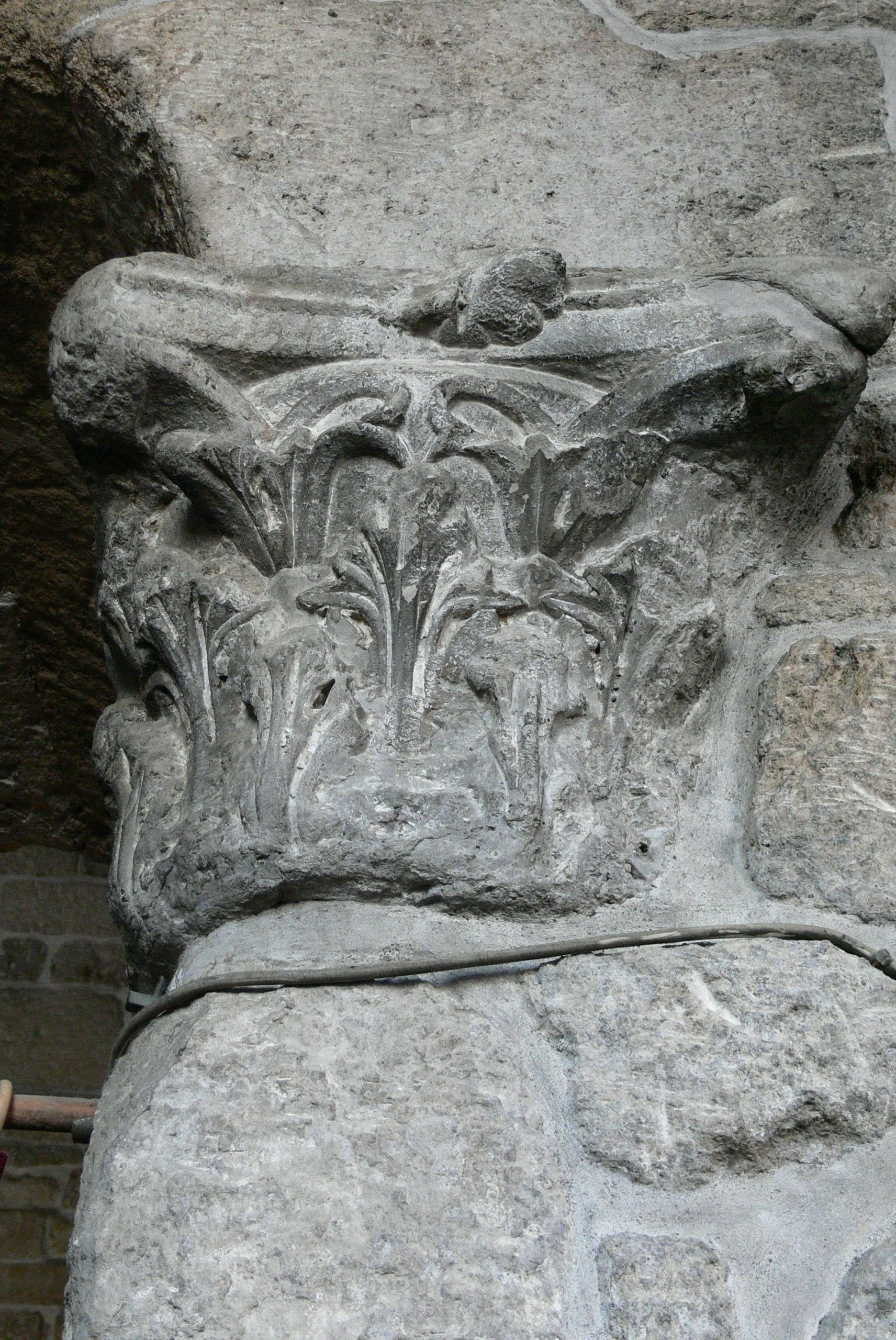
Starożytny rzymski kapitel z Kition wmurowany w cerkwi św. Łazarza w Larnace z IX wieku

Spolium (l.mn. spolia, z łac., łup, zdobycz) – ponowne wykorzystanie starszego elementu architektonicznego (kolumny, kamiennego detalu itp.) w nowym budynku. Bardzo powszechne było stosowanie antycznych kolumn we wczesnochrześcijańskich bazylikach. 
Przykłady spoliów: 
- kolumny w kaplicy pałacowej Karola Wielkiego w Akwizgranie pochodzące z Rawenny.
- kolumny (użyte jako części służek) w gotyckiej  katedrze w Magdeburgu, pochodzące z Włoch
- kolumny z czerwonego porfiru użyte przy budowie Hagia Sofia, pochodzące z gimnazjonu portowego w Efezie oraz z miejscowości Baalbek